# Villa Munzinger
Die Villa Munzinger ist ein Wohnhaus am Willy-Brandt-Platz 5 in Kaiserslautern. Das Bauwerk steht unter Denkmalschutz.

## Lage
Das Gebäude mit kleinem Garten liegt heute auf dem Willy-Brandt-Platz und wird von zwei Seiten vom Pfalztheater umrahmt. Die Gartenseite zeigt zur Straße Willy-Brandt-Platz, die den Platz teilt.

## Geschichte
Erbaut wurde die Villa in den Jahren 1892/93 vermutlich nach Plänen des Architekten Ludwig von Stempel für die Brauereibesitzerin Charlotte Kafitz, Tochter von Johann Schwarz, Gründer der Brauerei Johann Schwarz „Zum Rittersberg“, 1835–1907, und seiner Frau Margarete, geb. Gelbert. Die Lautrer Bierbrauer Gelbert und Bender bildeten eine Brauerdynastie im Familienverbund, dem auch die Brauerei Bender, 1849–1964/1999, und die Brauerei Carl Gelbert „Zum Rheinkreis“, 1856–1892, Steinstrasse 48, nach Teilabriss und Umbau heute Theodor-Zink-Museum , zuzurechnen sind. Benannt ist die Villa Munzinger nach dem Schwiegersohn der Bauherrin Kafitz. 1995 wurden in den Treppenhäusern der Villa  Wandmalereien des Malers Jakob Rumetsch freigelegt.

## Architektur
Der zweigeschossige Backsteinbau mit Mansarddach wurde über einem hohen Sandsteinsockel im Stil der Gründerzeit mit historisierenden Elementen errichtet. An der ehemaligen Gartenfassade ragt ein Mittelrisalit mit geschweiftem Zwerchgiebel und Pyramidenaufsatz vor. Reicher Bildhauerschmuck aus Sandstein ziert das Haus, insbesondere den Risaliten an dem auch eine Kartusche mit den Initialen der Bauherrin angebracht ist. Im Erdgeschoss an der Südecke steht ein Wintergarten mit Dachterrasse, die von einer aufwendigen Balustrade geschützt ist. In den halbrunden Fensterlünetten der Beletage finden sich Fresken. Sandsteingesimse gliedern den Bau horizontal.
Das Innere der Villa wurde prunkvoll gestaltet. Man betritt das Gebäude über ein Foyer mit Marmorsäulen, Fliesen und reichen Stuckverzierungen mit von Konsolen getragenen Gesimsen. Auch die restlichen Räume sind mit aufwendigem Stuck verziert. Im Eingangsbereich findet sich römische Akanthus-Malerei und Ansichten von Rom, im Wintergarten wurden Architekturdarstellungen angebracht. Wandvertäfelungen im Stil des Neoklassizismus und reiche Türrahmungen runden den Eindruck einer herrschaftlichen Villa ab. Ein bunt verglastes Fenster aus der Erbauungszeit beleuchtet das Treppenhaus. Die Tür des Eingangsportals ist reich geschnitzt und wird von einem stark profilierten Gewände eingerahmt.

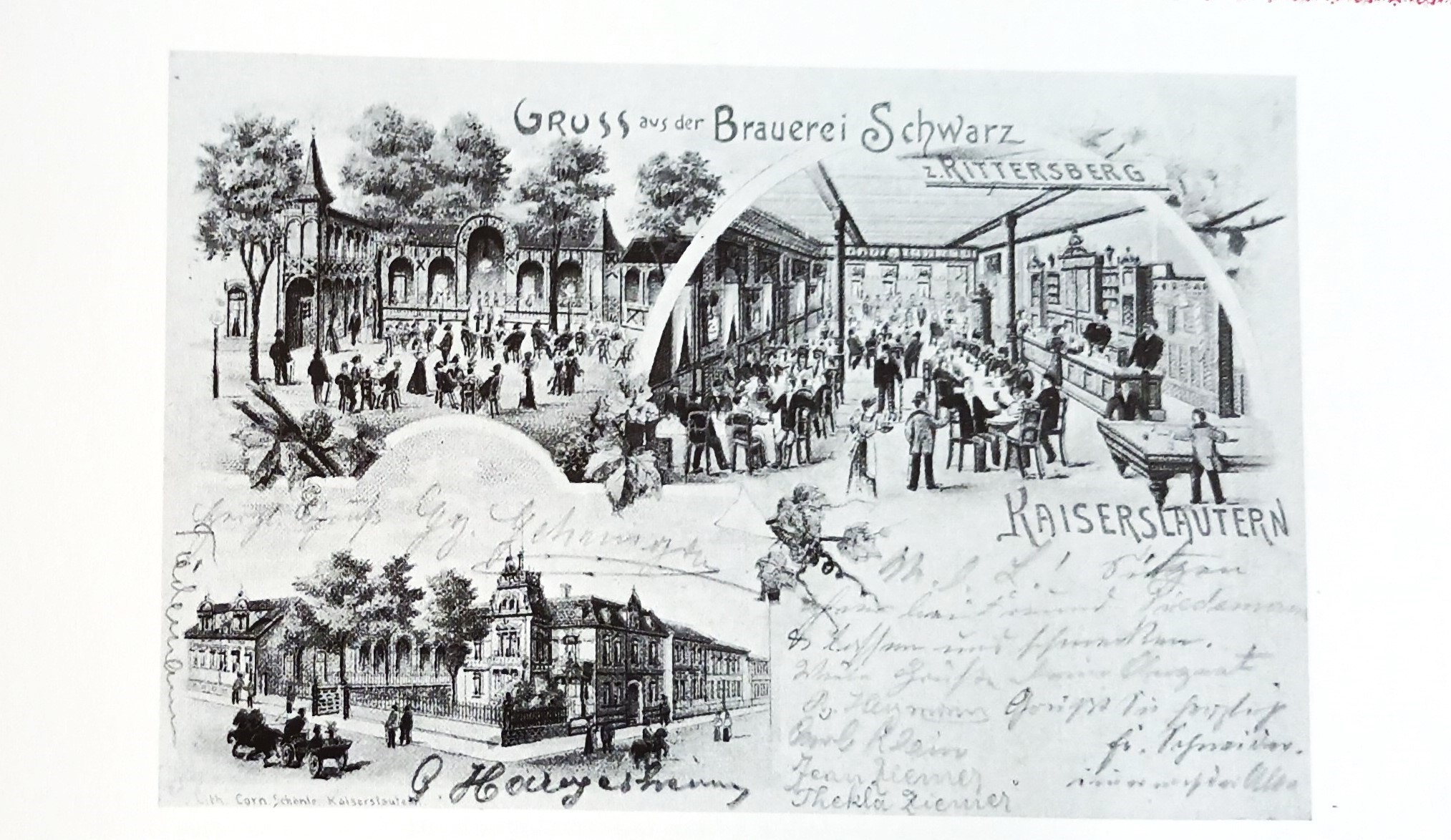
Brauerei Johann Schwarz „Zum Rittersberg“, unten links: Villa Munzinger mit Blick in den Biergarten, um 1900.

Der kleine Garten im Westen wird von einer Einfriedung mit Mauern und Pfeilern aus Sandstein und schmiedeeisernem Ziergitter umfriedet.

## Aktuelle Nutzung
In dem Gebäude ist heute die Verwaltung des Pfalztheaters untergebracht.